# Korai juhar
A korai juhar vagy platánlevelű juhar (Acer platanoides) a szappanfavirágúak (Sapindales) rendjébe és a szappanfafélék (Sapindaceae) családjába tartozó faj. Nevét onnan kapta, hogy virágai tavasszal az elsők között nyílnak.

## Előfordulása, élőhelye
A távoli észak kivételével csaknem mindenütt megtalálható Európában, a Kárpát-medencében főleg a hegyvidékeken. Eredeti termőhelyein ma már ritkább, de parkfának gyakran ültetik.
Az Amerikai Egyesült Államokba is betelepítették.
A Kárpát-medencében főleg a párás, üde vagy mérsékelten nyirkos talajú erdőket kedveli, ezért elsősorban a szurdok- és ligeterdőkben (főképp a tölgy-kőris-szil ligeterdőben), valamint a völgyek gyertyános-tölgyeseiben gyakori, főleg a hárssal (Tilia spp.), és a kőrissel (Fraxinus spp.) vegyes állományokban. Mészkedvelő.
Eredeti termőhelyei Nyugat-Európában is a különféle elegyes erdők; ezek kivágásával a korai juhar erdei populációi is erősen csökkentek. Korlátozottan még megtalálható Dél-Franciaország hegyvidékein, az Alpok völgyeiben (a Rhône és a Hasli völgyében) a Vierwalstätti-tó és a Waleni-tó mellett, valamint a Jura-hegység lábánál. Domináns fajnak mindössze egy helyről, a turinmeisteri hárselegyes erdő egyes foltjairól írták le.
Szórványosan különféle bükkös erdőtársulásokban: juharos szurdokerdőkben, juharos kőrisesekben, magas kőrisesekben is előfordul.

## Alfaja
- Acer platanoides subsp. turkestanicum (Pax) P.C.DeJong

## Megjelenése

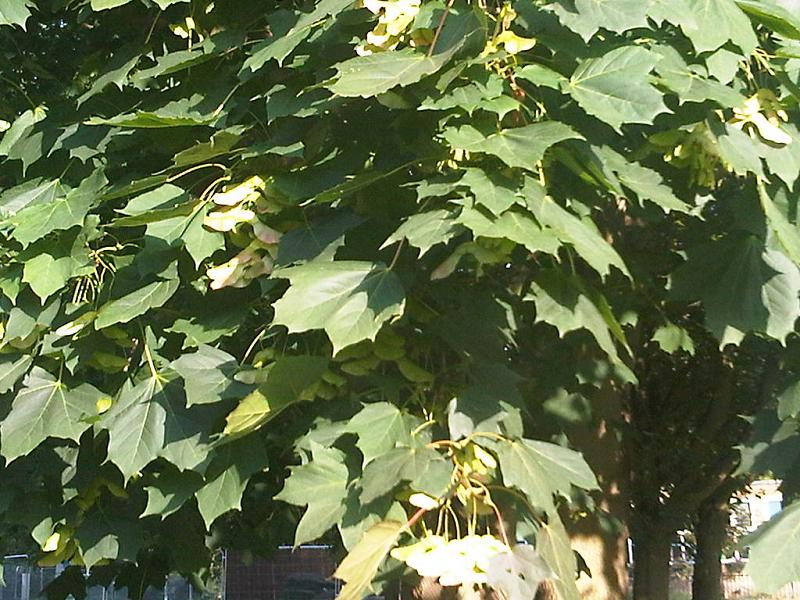
A korai juhar levelei...

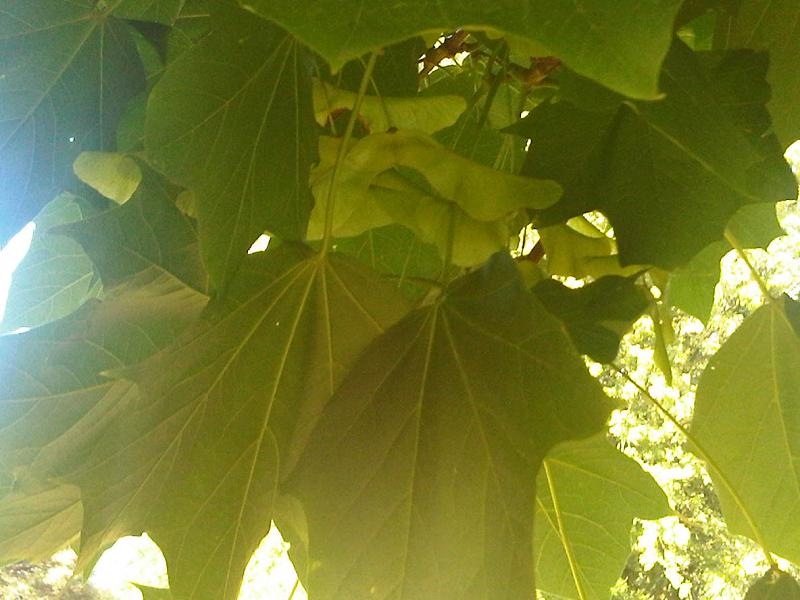
...és termései

Tekintélyes megjelenésű, de csak középmagas (30 méterre nőhet), lombhullató fa. Koronája kerekded: többnyire tojásdad, de a magányos példányoké egyre inkább a gömbhöz közelít. Alakja messziről a tölgyére emlékeztet.
Törzse egyenes, karcsú – átmérője 1 méternél kisebb, magasan elágazó. Kérge fiatalon szürkésbarna, sima, az idősebb fáké hosszában sekélyen repedezett, sötétszürke, nem hámlik, finoman keskeny lemezes. Ágai kopaszok, fényes barnák, a tölgyénél karcsúbbak és hosszabbak; megsebezve fehér tejnedvet engednek. Vesszői barnák, simák, hamvasak. Kérge alatt a fája sárgás- vagy pirosas-fehér.
Kopasz rügyeinek színe a sötétpirostól a vörösbarnáig változik. Legfeljebb 15 centiméter hosszú nyelű, kopasz, 10–15 centiméter hosszú és csaknem ugyanolyan széles, tenyeresen 3–7 különböző nagyságú karéjra tagolt levelei átellenesen állnak. Az alsó levélkaréjok kisebbek, mint a felsők, több, igen karcsú és hosszú fogba kihegyezettek. A levelek erezete tenyeres. A levél átmérője 10–20 centiméter; felül világos- vagy inkább sötétzöld, fonákja világosabb, részben gyengén kékeszöld. Érzugaiban többnyire apró, szakállas szőrzet nő.
Apró (mintegy 8 milliméteres), mézillatú, zöldessárga, kétivarú virágai felálló bogernyőben nyílnak. A vörös levelű fajták fellevelei és bogernyői ágai is bordó-pirosak. A porzós és a termős virágoknak is öt sárgászöld, 3–5 milliméter hosszú, szabadon álló csészelevele és ugyancsak öt és ugyancsak sárgászöld, 5–6 milliméter hosszú és ugyancsak szabadon álló, fordított tojás alakú sziromlevele van. A nyolc porzó a korong alakú vacok (diszkusz) peremén áll; mindegyikük kisebb a szirmoknál. A magház két, egymással összenőtt termőlevélből áll.
Termései párosával összenőtt, 150 fokos szögben álló, 4 centiméter hosszú szárnyú, erőteljesen erezett, úgynevezett ikerlependékek. Alig domború termésfaluk belül is kopasz.

## Életmódja
Rokonánál, a hegyi juharnál (Acer pseodoplatanus) gyorsabban nő, de nem éri el annak magasságát. Élettartama rövidebb a hegyi juharénál: mintegy 200 évig élhet. Avarja könnyen lebomlik, és ezzel serkenti a biológiai aktivitást. Virágai a néhány nappal a lombfakadás előtt vagy azzal egy időben, március–április–májusban nyílnak. Lombozata ősszel élénksárgára vagy pirosra színeződik. Termései pörögve messze szállnak, és közben gyakran két külön lependékre esnek szét.
A száraz levegőt és a sekély talajt is rosszul viseli, de rendszeresen ültetik utcasorfának; a síkvidékeken előnyben van a hegyi juharral (Acer pseudoplatanus) szemben. Magyarországon a városi viszonyokat már rosszul viseli, és sorfának ültetett példányai időnként kipusztulnak.

## Felhasználása
Fontos, korai mézelő növény. Kérgét egykor cserzőanyagnak használták.
Kertekben, parkokban gyakran ültetik. Leggyakrabban telepített kertészeti változatai:
- gömbjuhar  (Acer platanoides ‘Globosum’)
- oszlopos korai juhar (Acer platanoides ‘Olmsted’)

Tejnedve csak tiszta alkoholban vagy éterben oldódik; igen saválló és sokféle festékkel színezhető.
Fája valamivel keményebb, mint a hegyi juharé, rugalmas, finom rostú, szívós, könnyen hasítható. Nyomószilárdsága igen nagy, de csak szárazon tartós. Nehezen szárítható, mert könnyen vetemedik és repedezik; eközben el is színeződhet. A légszáraz fűrészáru fajlagos tömege 500–650 g/cm³. A hagyományos kötések (enyvezés, csapolás, csavarozás, szögelés) könnyen kialakíthatók és rendszerint tartósak. Mivel kevéssé zsugorodik, különösen alkalmas: késfurnérnak, világos színű lakó- vagy hálószobabútornak, széknek, asztalnak és asztallapnak, konyhai eszközöknek, valamint hangszerkészítésre is – bútorfának azonban kevésbé értékelik, mint a hegyi juhart.
A népi hagyomány szerint a juharfa megvéd a boszorkányoktól, ezért Hátsó-Pomerániában az ajtókat és a szobákat juharral díszítik fel, Mecklenburgban pedig juharfából készült tipliket vernek az ajtókba és a küszöbökbe.

## Kertészeti változatok
- Acer platanoides ‘Autumn Blaze’
- Acer platanoides ‘Cleveland’
- Acer platanoides ‘Columnare’
- Acer platanoides ‘Crimson King’ – vérjuhar
- Acer platanoides ‘Crimson Sentry’ – oszlopos vérjuhar
- Acer platanoides ‘Deborah’
- Acer platanoides ‘Drummondii’
- Acer platanoides ‘Emerald Queen’
- Acer platanoides ‘Faassen's Black'
- Acer platanoides ‘Fairview’
- Acer platanoides ‘Farlake's Green’
- Acer platanoides ‘Globosum’ – gömbjuhar
- Acer platanoides ‘Laciniatum’
- Acer platanoides ‘Olmsted’ – oszlopos korai juhar
- Acer platanoides ‘Parkway’
- Acer platanoides ‘Royal Red’
- Acer platanoides ‘Schwedleri’ – vérjuhar
- Acer platanoides ‘Summershade’
- Acer platanoides ‘Superform’

## Képek

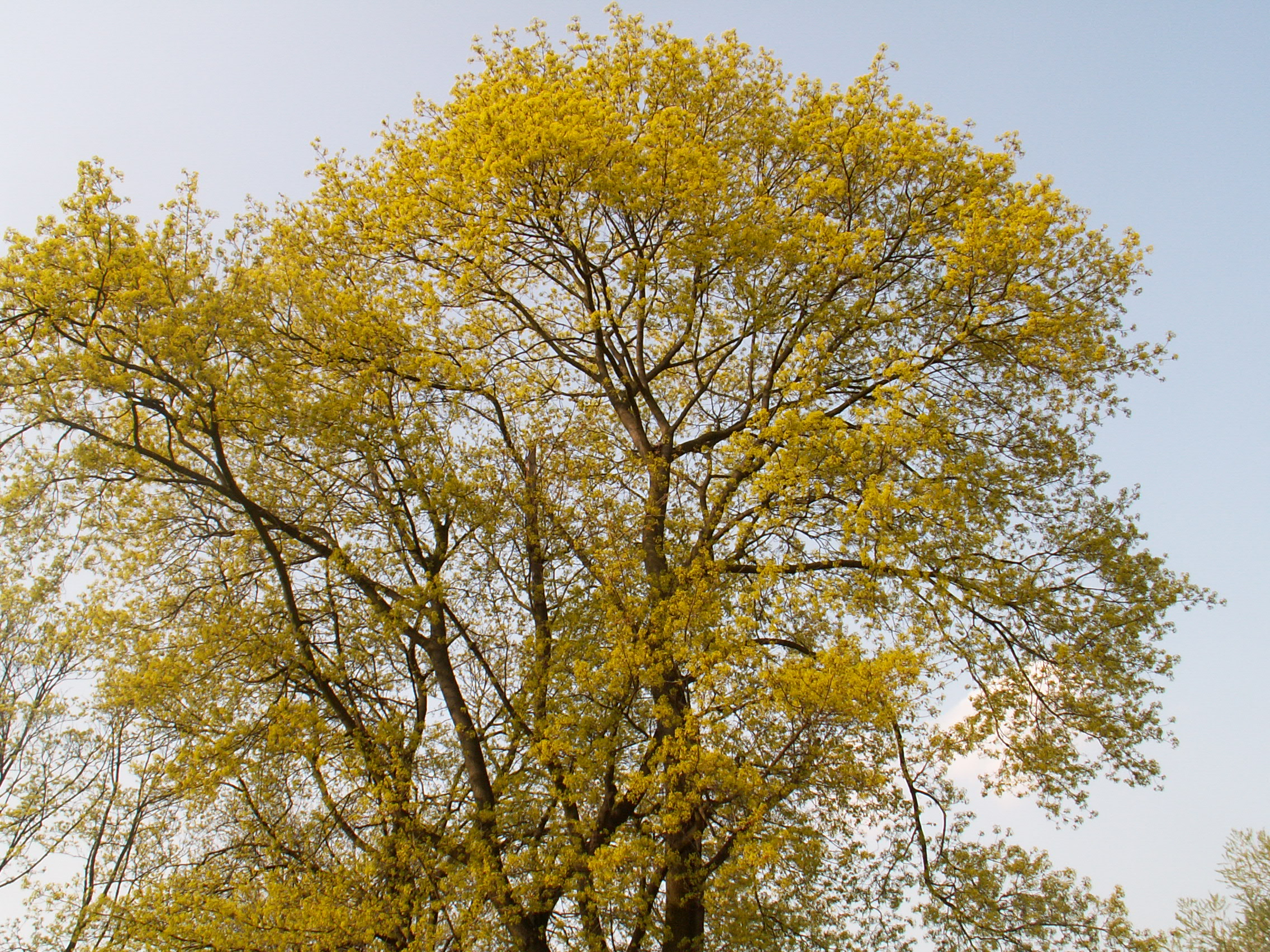
Virágzó fa lombfakadás előtt
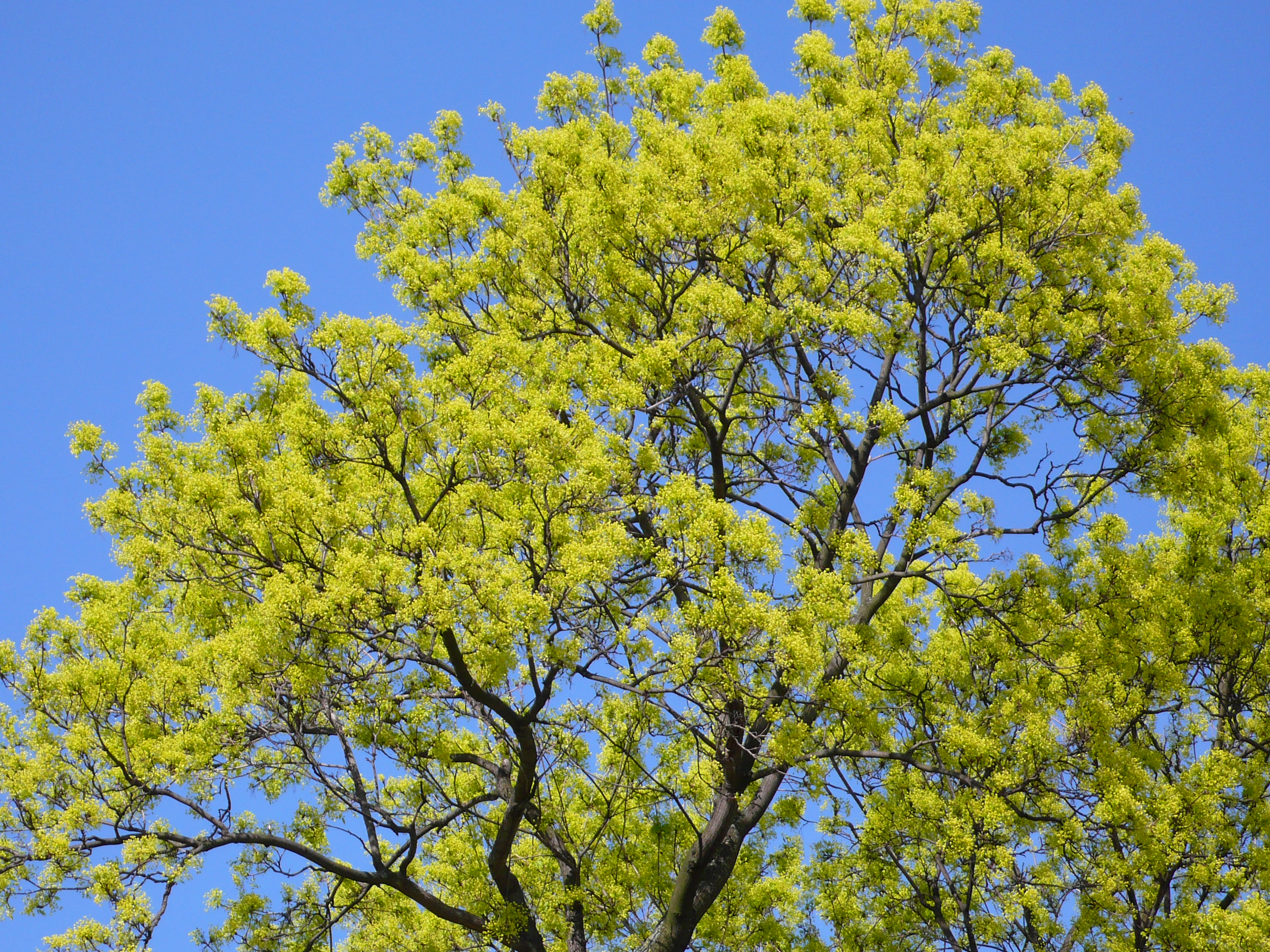
és virágzáskor
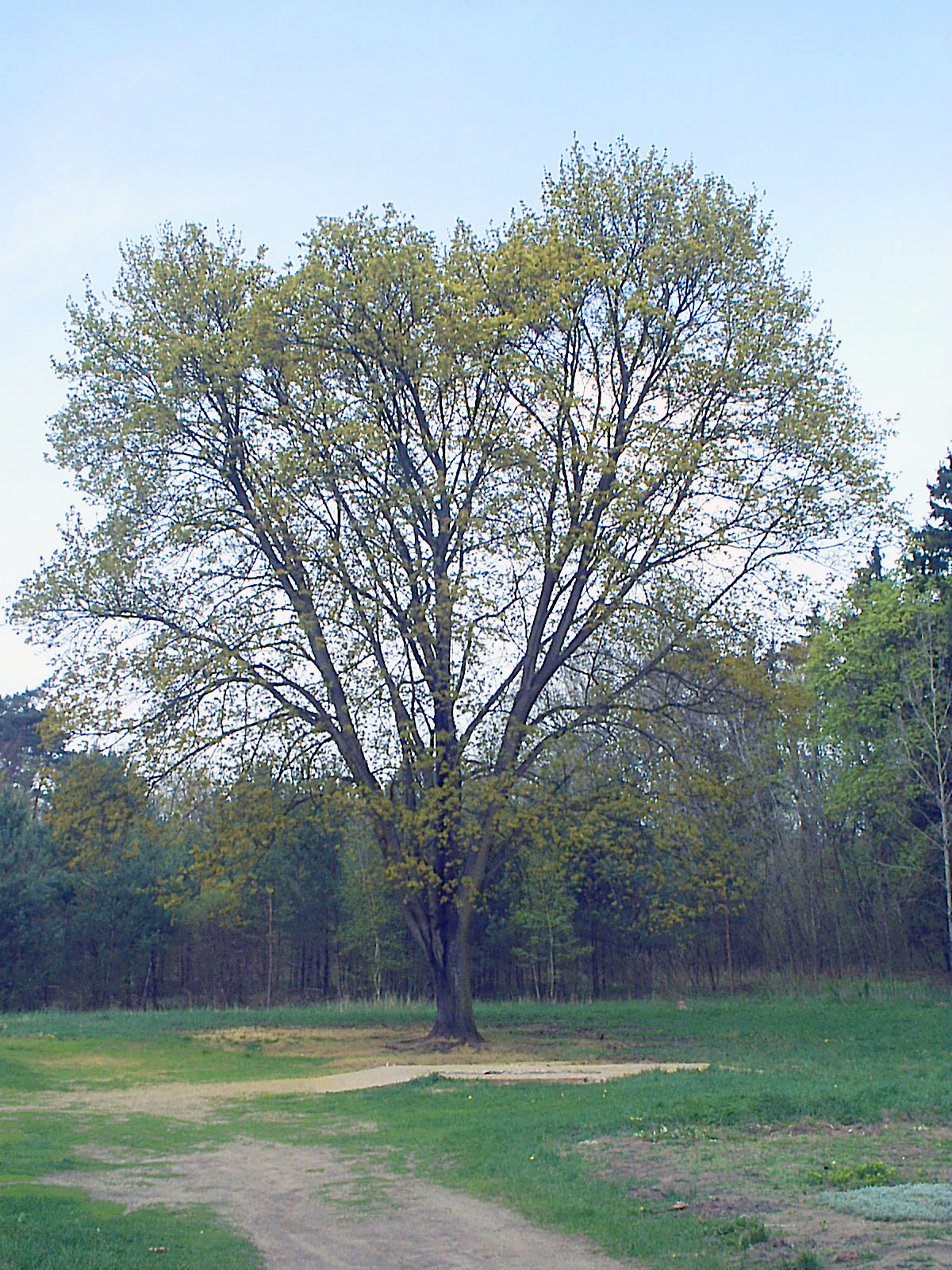
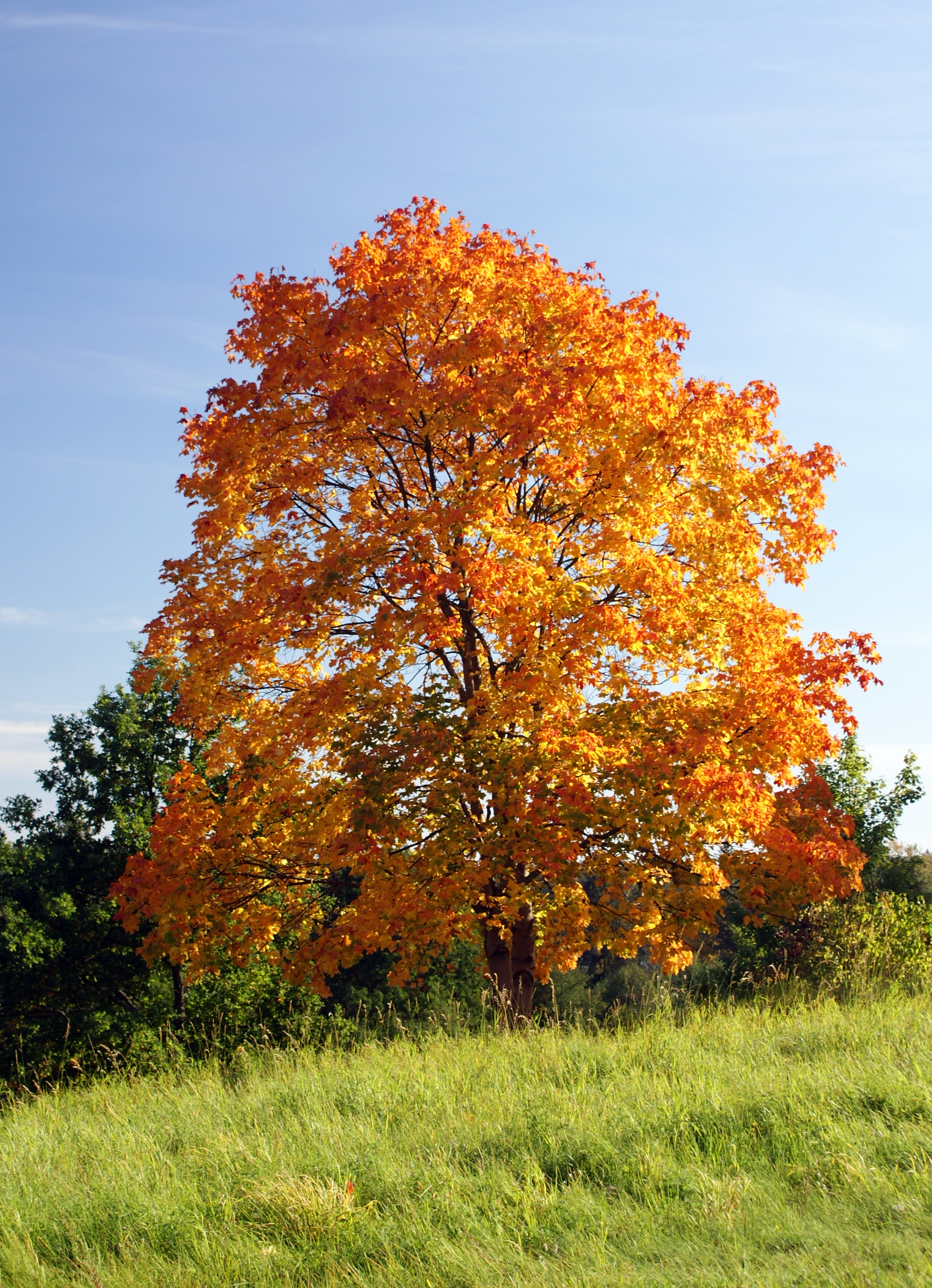
Ősszel
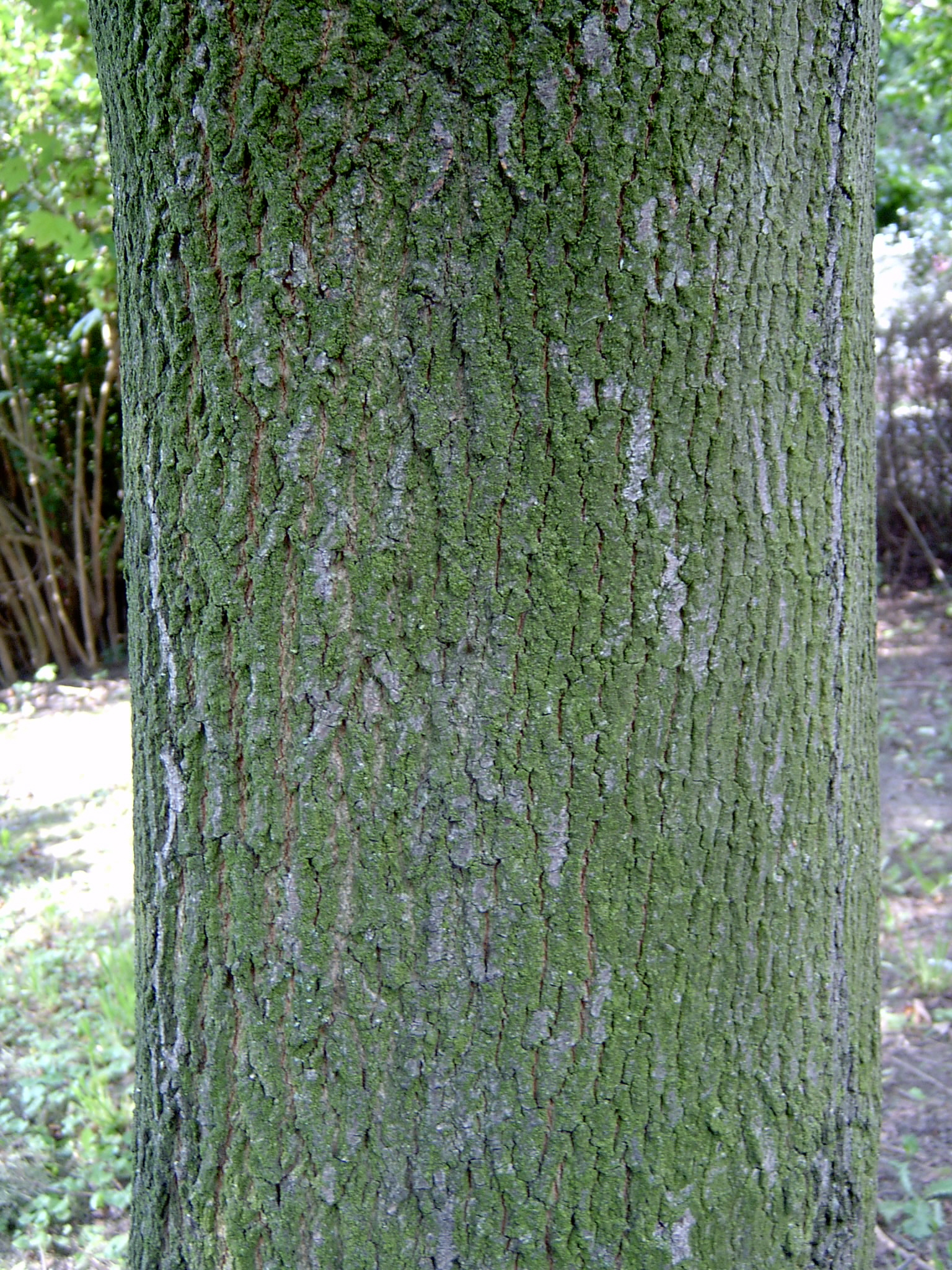
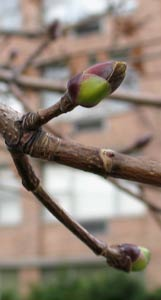
Rügyei
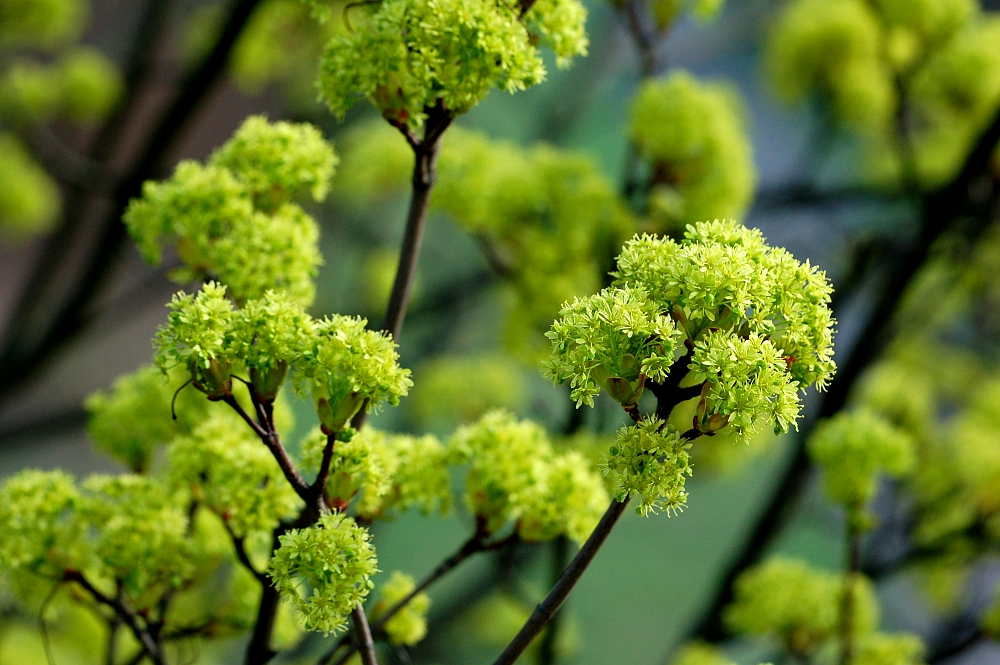
Virágai
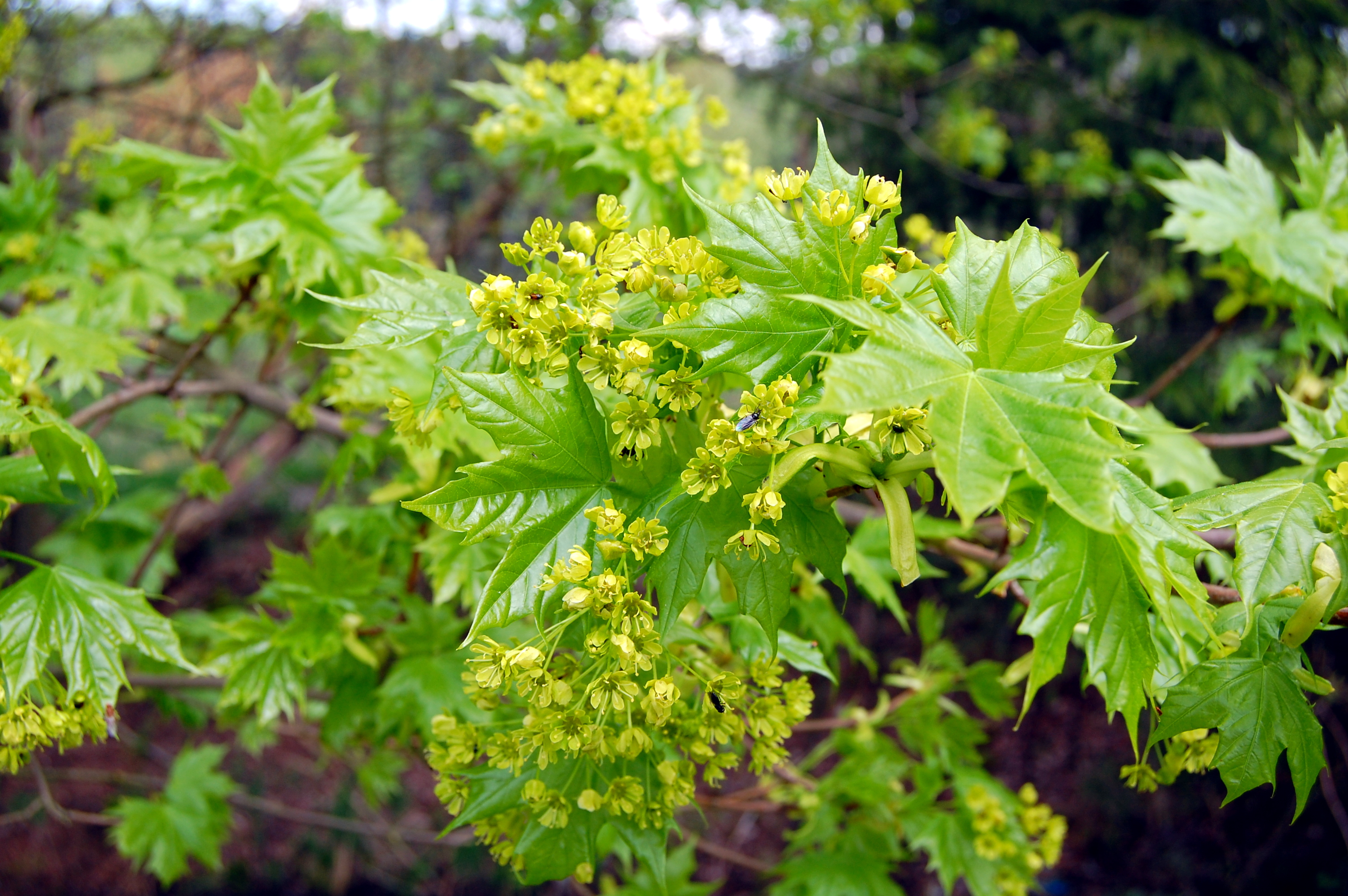
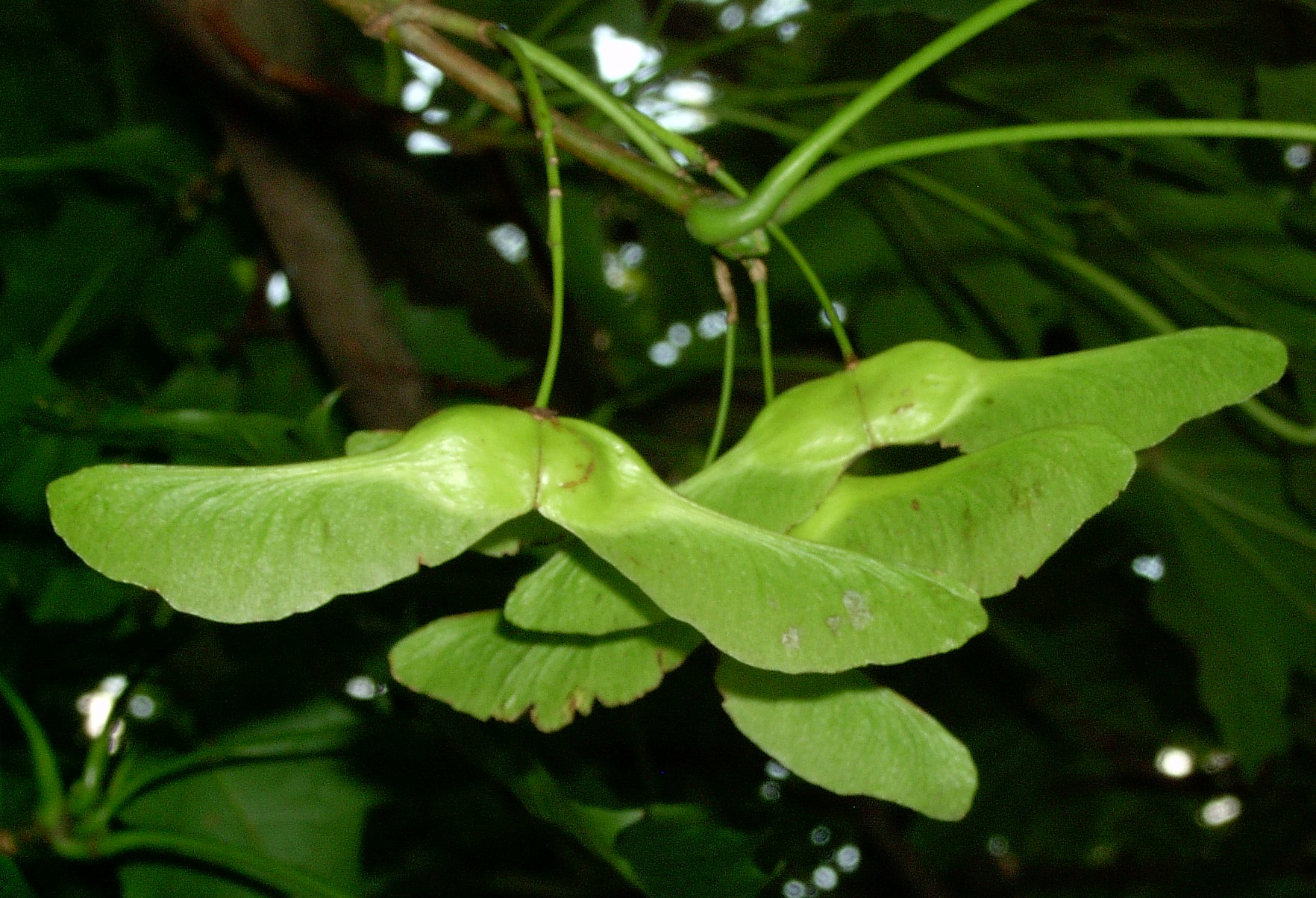
ikerlependék termése
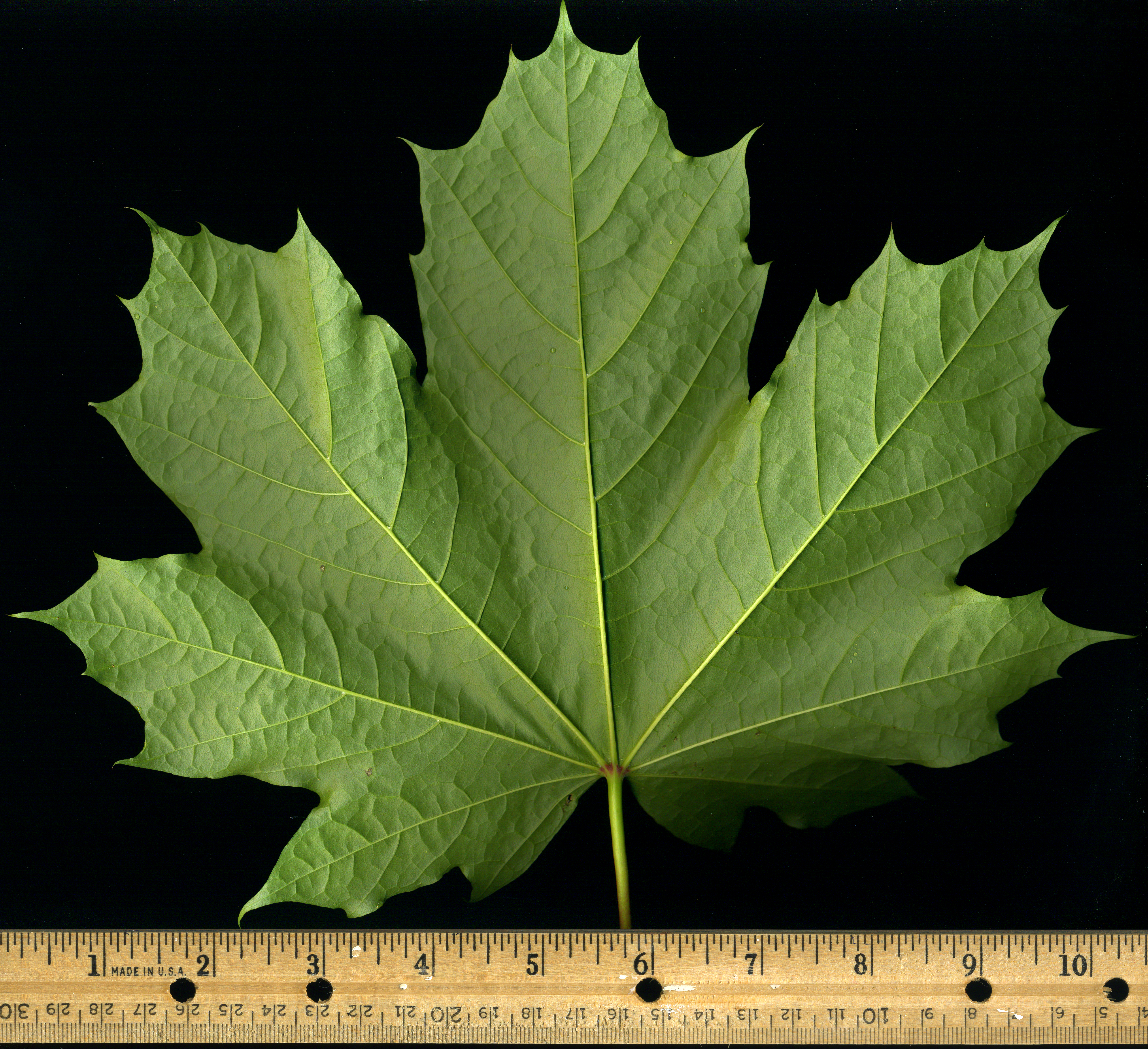
Levele
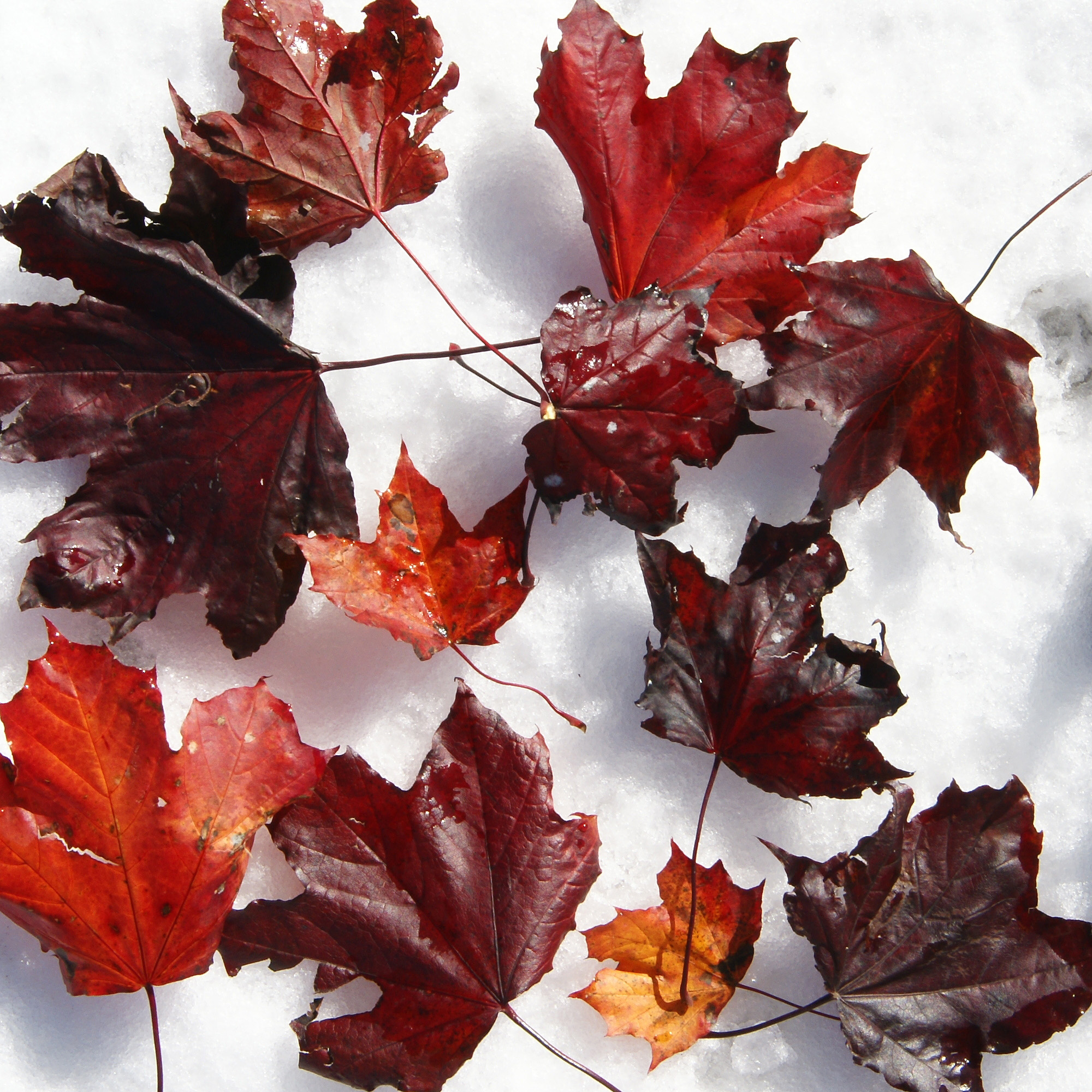
„Rozsdás” levelek
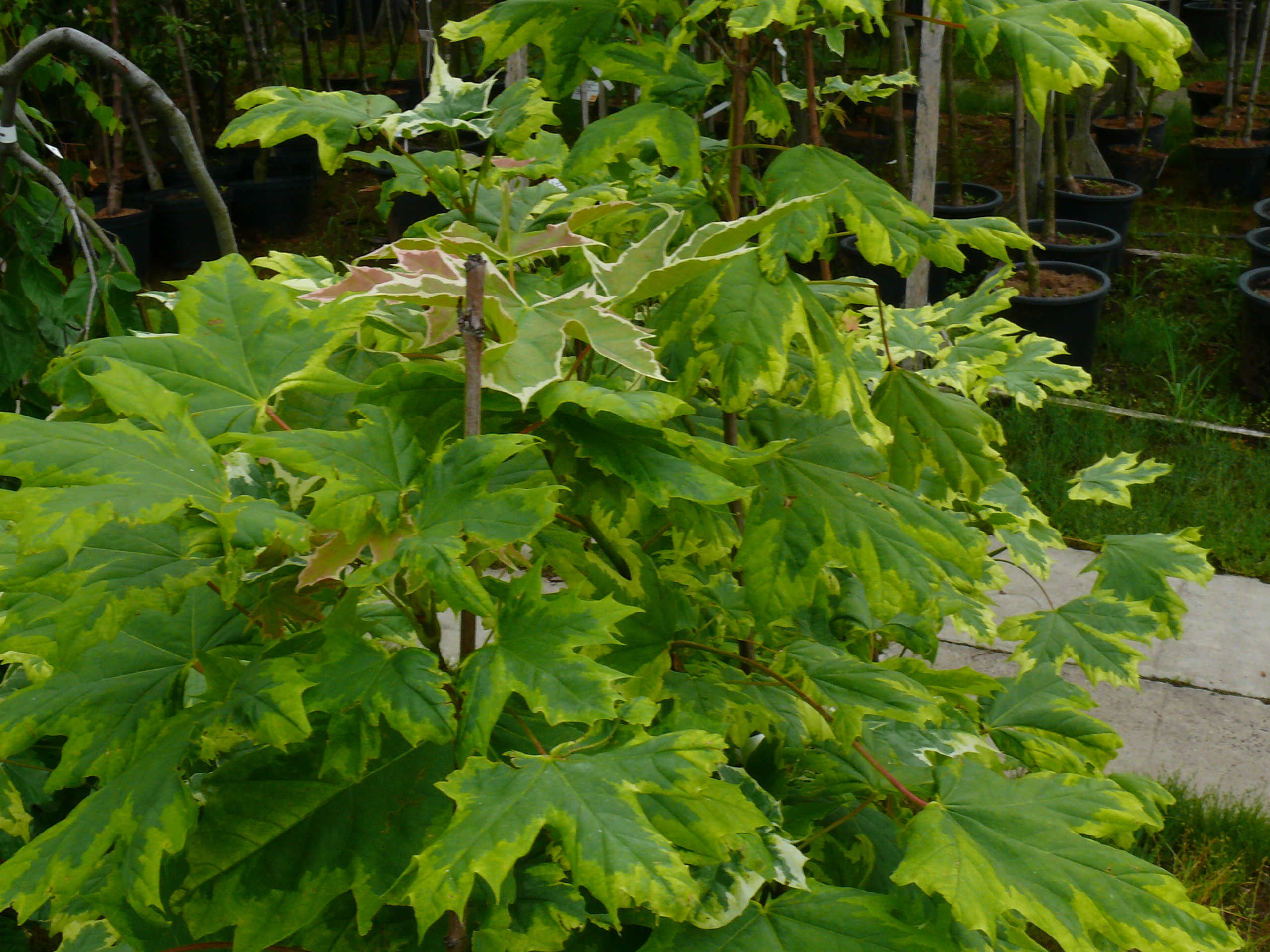
'Drummondii' levele
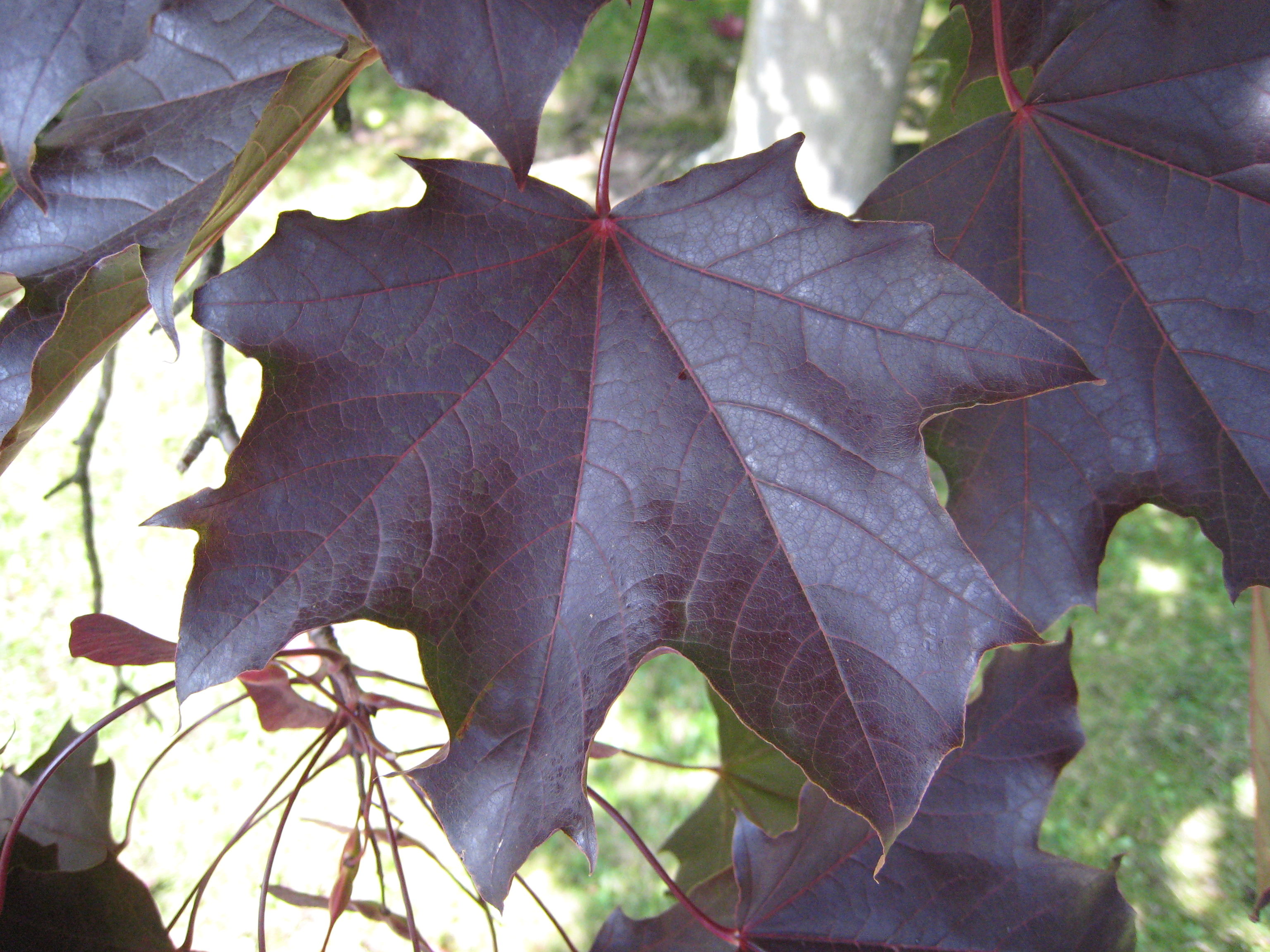
'Schwedleri' levele
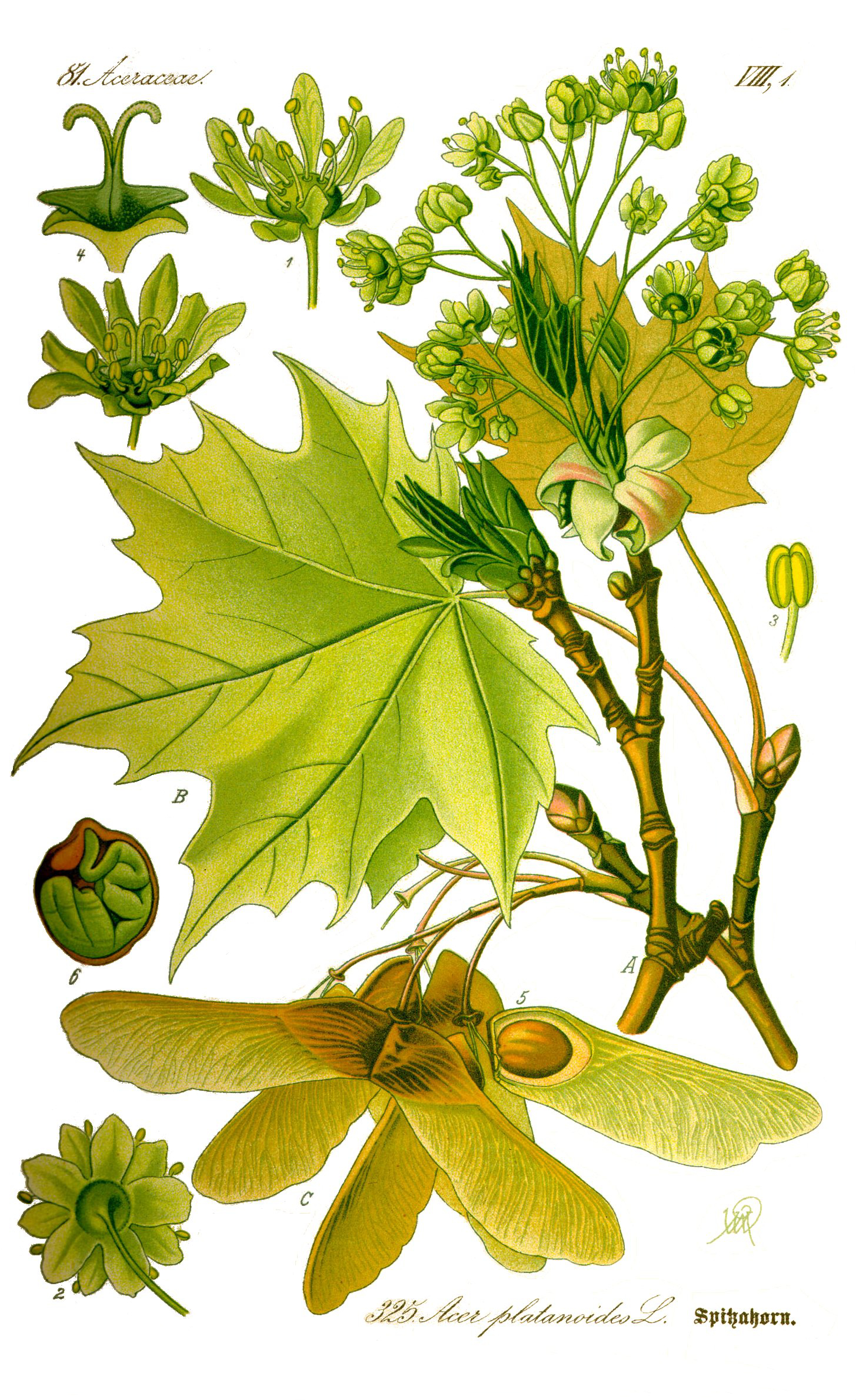
Rajzok a növényről
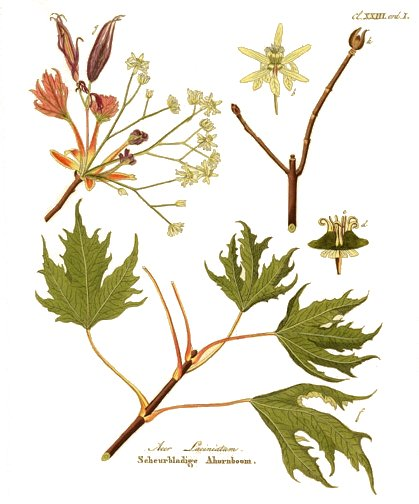
A cv. laciniatum